# Bjala reka (distrikt i Plovdiv)
Bjala reka (bulgariska: Бяла река) är ett distrikt i Bulgarien.   Det ligger i kommunen Obsjtina Părvomaj och regionen Plovdiv, i den centrala delen av landet, 180 kilometer öster om huvudstaden Sofia.
Trakten runt Bjala reka består till största delen av jordbruksmark. Runt Bjala reka är det ganska glesbefolkat, med 34 invånare per kvadratkilometer.